# 蛇の崎町
蛇の崎町（じゃのさきまち）は、秋田県横手市の町。郵便番号は013-0017。人口は220人、世帯数は111世帯（2020年10月1日現在）。

## 地理
横手市中部に位置し、西で朝倉町・平城町、北で二葉町・本町、南で四日町・中央町と隣接する。
住宅街が広がっており、秋田県道272号御所野安田線が町の東部を南北に縦貫する。
横手川が付近を流れており、横手の雪まつり（かまくら）の際には蛇の崎川原に約3500個のミニかまくらが作られる。ミニかまくらは、横手市立横手北中学校と秋田県立横手城南高等学校の生徒らと、ボランティア「灯り点し隊」によって作成・点火される。
町内にはかつて、1953年（昭和28年）にはじめて県内で開設された自動車学校があった。

## 世帯数と人口
2020年（令和2年）10月1日現在の世帯数と人口は以下の通りである。
| 丁目     | 世帯数  | 人口  |
| -------- | ------- | ----- |
| 蛇の崎町 | 111世帯 | 220人 |

### 人口の推移
以下は国勢調査による1995年（平成7年）以降の人口の推移。
| 年                 | 人口 |
| ------------------ | ---- |
| 1995年（平成7年）  | 375  |
| 2000年（平成12年） | 340  |
| 2005年（平成17年） | 277  |
| 2010年（平成22年） | 231  |
| 2015年（平成27年） | 241  |
| 2020年（令和2年）  | 220  |

## 小・中学校の学区
市立小・中学校に通う場合、学区（校区）は以下の通りとなる。
| 番地 | 小学校             | 中学校               |
| ---- | ------------------ | -------------------- |
| 全域 | 横手市立朝倉小学校 | 横手市立横手北中学校 |

## 交通

### 鉄道
町内に駅はない。最寄り駅は駅前町にあるJR東日本奥羽本線・北上線の横手駅。

### 道路
- 秋田県道272号御所野安田線
  - 蛇の崎橋

## 施設
- 横手川アジサイ回廊